# Blanca Lacambra
Blanca Lacambra Sáiz (ur. 28 sierpnia 1965 w San Sebastián) – hiszpańska lekkoatletka, sprinterka, halowa wicemistrzyni Europy z 1987, medalistka mistrzostw ibero-amerykańskich, olimpijka.

## Kariera sportowa
Zdobyła srebrny medal w sztafecie 4 × 400 metrów na mistrzostwach ibero-amerykańskich w 1983 w Barcelonie, a w biegu na 200 metrów startując poza konkursem zajęła 5. miejsce. Odpadła w eliminacjach biegu na 400 metrów na halowych mistrzostwach Europy w 1985 w Pireusie, a na halowych mistrzostwach Europy w 1986 w Madrycie odpadła w półfinale biegu na 200 metrów. Zajęła 6. miejsce w sztafecie 4 × 400 metrów i odpadła w eliminacjach biegu na 400 metrów na mistrzostwach Europy w 1986 w Stuttgarcie. Zdobyła srebrne medale w biegu na 100 metrów i sztafecie 4 × 400 metrów na mistrzostwach ibero-amerykańskich w 1986 w Hawanie.
Zdobyła srebrny medal w biegu na 200 metrów na halowych mistrzostwach Europy w 1987 w Liévin, przegrywając jedynie z Kirsten Emmelmann z Niemieckiej Republiki Demokratycznej, a wyprzedzając Marie-Christine Cazier z Francji. Odpadła w półfinale tej konkurencji na halowych mistrzostwach świata w 1987 w Indianapolis. Na mistrzostwach świata w 1987 w Rzymie odpadła w półfinale biegu na 400 metrów i eliminacjach sztafety 4 × 400 metrów. Odpadła w półfinale biegu na 200 metrów na halowych mistrzostwach Europy w 1988 w Budapeszcie.
Zdobyła trzy medale na mistrzostwach ibero-amerykańskich w 1988 w Meksyku: złoty w biegu na 200 metrów, srebrny w sztafecie 4 × 400 metrów i brązowy w biegu na 400 metrów. Odpadła w ćwierćfinale biegu na 400 metrów na igrzyskach olimpijskich w 1988 w Seulu. Zajęła 9. miejsce w biegu na 200 metrów w zawodach pucharu świata w 1989 w Barcelonie. Odpadła w eliminacjach tej konkurencji na halowych mistrzostwach Europy w 1990 w Glasgow, a na mistrzostwach Europy w 1990 w Splicie odpadła w eliminacjach biegu na 400 metrów i sztafety 4 × 400 metrów.
Na mistrzostwach ibero-amerykańskich w 1990 w Manaus zdobyła trzy srebrne medale: w biegu na 400 metrów: w sztafecie 4 × 100 metrów i sztafecie 4 × 400 metrów. Zajęła 7. miejsce w sztafecie 4 × 400 metrów na mistrzostwach świata w 1991 w Tokio. Zdobyła srebrny medal w tej konkurencji na mistrzostwach ibero-amerykańskich w 1992 w Sewilli, a na mistrzostwach świata w 1993 w Stuttgarcie odpadła w niej w eliminacjach.
Była mistrzynią Hiszpanii w biegu na 100 metrów w 1985 i 1986 oraz w biegu na 200 metrów w latach 1985–1987. W hali była mistrzynią Hiszpanii w biegu na 60 metrów w 1987, w biegu na 200 metrów w 1988 i w biegu 400 metrów w 1986.
Wielokrotnie poprawiała rekord Hiszpanii: w biegu na 200 metrów z czasem 23,44 s (24 lipca 1985 w Helsinkach), dwukrotnie w biegu na 400 metrów (do czasu 51,53 s, 20 czerwca 1986 w Madrycie), raz w sztafecie 4 × 100 metrów z wynikiem 44,94 s (27 czerwca 1987 w Maia) i pięciokrotnie w sztafecie 4 × 400 metrów do czasu 3:27,57 (1 września 1991 w Tokio). Ten ostatni wynik był do czerwca 2024 rekordem Hiszpanii. W hali dwukrotnie poprawiała rekord Hiszpanii w biegu na 60 metrów do czasu 7,30 s (12 lutego 1986 w Madrycie), czterokrotnie w biegu na 200 metrów do wyniku 23,19 s (22 lutego 1987 w Liévin), dwukrotnie w biegu na 300 metrów do czasu 41,64 s (7 marca 1981 w Madrycie) dwukrotnie w biegu na 400 metrów do rezultatu 53,43 s (3 lutego 1985 w Turynie) i również dwukrotnie w sztafecie 4 × 200 metrów do wyniku 1:35,50 (10 lutego 1990 w Paryżu). Wynik w sztafecie 4 × 200 metrów jest aktualnym (czerwiec 2022) halowym rekordem Hiszpanii.
Rekordy życiowe:
- bieg na 100 metrów – 11,43 (13 lipca 1988, Barcelona)
- bieg na 200 metrów – 23,04 (23 lipca 1988, Meksyk)
- bieg na 400 metrów – 51,53 (20 czerwca 1986, Madryt)